# 杉本国太郎
杉本 国太郎（すぎもと くにたろう、1875年9月6日 - 1949年4月13日）は、日本の政治家。衆議院議員（1期）。

## 経歴
秋田県出身。製材業に従事する。能代港町議、秋田県議、所得調査委員、商事調査委員、労働調査員となる。
1932年の第18回衆議院議員総選挙において秋田1区(当時)から立憲政友会公認で立候補して当選。1936年の第19回衆議院議員総選挙には出馬しなかった。このほか秋田県樽材同業組合長を務めた。1949年死去。